# Anne d’Orléans
Anne Marguerite Brigitte Marie d’Orléans (ur. 4 grudnia 1938, w Woluwe-Saint-Pierre, w Belgii) – francuska artystka i infantka Hiszpanii jako żona  Karola Sycylijskiego.
Księżna Anne jest trzecią córką i piątym dzieckiem Henriego d’Orléans, orleańskiego pretendenta do tronu Francji (1908–1999), i jego żony – JKW Isabelle d’Orléans-Bragance (1911–2003), księżniczki brazylijskiej.
Jako dziecko księżna Anne mieszkała na wygnaniu w Belgii, potem Maroko, Hiszpanii i Portugalii. Do Francji przyjechała, żeby skończyć liceum i zdała tam maturę. W 1960 księżna Anne związała się z królem na wygnaniu – Symeonem II Bułgarskim (ur. 1937), ale Watykan nie zgodził się na małżeństwo katoliczki Anny z prawosławnym Symeonem. 
W 1962 w Atenach, na weselu Juana Carlosa, późniejszego króla Hiszpanii, i Zofii Glücksburg, księżniczki greckiej i duńskiej, księżna Anne poznała Karola Sycylijskiego i zaręczyła się z nim. Karol był synem Alfonsa, księcia Kalabrii, i Alicji, księżniczki parmeńskiej. Ojciec Anny i ojciec Karola byli ze sobą w chłodnych stosunkach, ponieważ hrabia Paryża nie uznał pretensji Alfonsa do tronu Obojga Sycylii. Alfons zmarł w 1964, a Karol odziedziczył po nim tytuł księcia Kalabrii i został głową królewskiej rodziny Burbonów Sycylijskich. W 1965 Anne i Karol otrzymali wreszcie zgodę na ślub.
Para pobrała się 12 maja 1965 w kaplicy królewskiej w Dreux, we Francji. Nowożeńcy zamieszkali w Madrycie, gdzie Karol pracował jako prawnik. W 1994 król Jan Karol I przyznał Karolowi tytuł Infanta Hiszpanii i prawo do dziedziczenia tronu Hiszpanii. Anne zaczęła malować, uczył ją hiszpański malarz Pablo Echevarría. Anne maluje do dzisiaj podobnie jak kilkoro jej rodzeństwa np. siostra Diane. Jej prace pojawiają się na wystawach w różnych muzeach sztuki nowoczesnej np. w Salta, w Argentynie oraz regularnie w samej Hiszpanii. Ostatnia z wystaw księżnej pt. Ucieczka. Akwarele 2003–2004 w październiku 2007 pojawiła się w Galeríi Arteveintiuno w Madrycie. 

## Dzieci i wnuki
- księżniczka Cristina Burbon-Sycylijska (ur. 1966, Madrycie), żona Pedro López-Quesada y Fernández Urrutia (ur. 1964). Ich dziećmi są:
  - Victoria Lopez-Quesada y de Borbón-Dos Sicilias (ur. 1997)
  - Pedro Lopez-Quesada y de Bórbon-Dos Sicilias (ur. 2003)
- księżniczka María Burbon-Sycylijska (ur. 1967, w Madrycie), żona arcyksięcia Simeona Austriackiego (ur. 1958) – wnuka cesarza Karola I Habsburga. Ich dziećmi są:
  - arcyksiążę Johannes Austriacki (ur. 1997)
  - arcyksiążę Ludwig Austriacki (ur. 1998)
  - arcyksiężniczka Isabelle Austriacka (ur. 2000)
  - arcyksiężniczka Carlota Austriacka (ur. 2003)
  - arcyksiążę Philipp Austriacki (ur. 2007)
- książę Pedro Burbon-Sycylijski, książę Noto (ur. 1968, w Madrycie), morganatyczny mąż Sofii Landaluce y Melgarejo (ur. 1973). Ich dzieci nie dziedziczą rodzinnych tytułów i nie mają praw do trony sycylijskiego:
  - Don Jaime de Borbón-dos Sicilias y Landaluce (ur. 1992)
  - Don Juan de Borbón-dos Sicilias y Landaluce (ur. 2003)
  - Don Pablo de Borbón-dos Sicilias y Landaluce (ur. 2004)
  - Don Pedro de Borbón-dos Sicilias y Landaluce (ur. 2007)
  - Doña Sofia de Borbón-dos Sicilias y Landaluce (ur. 2008)
  - Doña Blanca de Borbón-dos Sicilias y Landaluce (ur. 2011)
- księżniczka Inés María Burbon-Sycylijska (ur. 1971, w Madrycie), żona Nobile Michele Carrelli Palombi dei Marchesi di Raiano (ur. 1965). Ich dziećmi są:
  - Nobile Teresa Carrelli Palombi dei Marchesi di Raiano (ur. 2003)
  - Nobile Blanca Carrelli Palombi dei Marchesi di Raiano (ur. 2005)
- księżniczka Victoria Burbon-Sycylijska (ur. 1976, w Madrycie), żona Markosa Nomikosa (ur. 1965). Ich dziećmi są:
  - Anastasios Nomikos (ur. 2005)
  - Ana Nomikos (ur. 2006)
  - Carlos Nomikos (ur. 2008)